# Нейрофізика
Нейрофізика (або нейробіофізика) — розділ біофізики, що займається розробкою та використанням фізичних методів для отримання інформації про нервову систему. Нейрофізика — це міждисциплінарна наука, яка використовує фізику та поєднує її з іншими нейронауками для кращого розуміння нейронних процесів. Використовувані методи включають методи експериментальної біофізики та інші фізичні вимірювання, такі як ЕЕГ, переважно для вивчення електричних, механічних або рідинних властивостей, а також теоретичні та обчислювальні підходи. Термін «нейрофізика» — це портманто термінів «нейрон» і «фізика».